# Elo (Navarra)
|  | «Monreal» redirigeix aquí. Vegeu-ne altres significats a «Monreal (desambiguació)». |

Elo (cooficialment en castellà Monreal) és un municipi de Navarra, a la comarca d'Aoiz, dins la merindad de Sangüesa. Limita amb Untziti al nord, Oloriz i Ibargoiti al sud, Noain (Elortzibar) i Untzue a l'oest.

## Demografia
| Evolució demogràfica                           | Evolució demogràfica | Evolució demogràfica | Evolució demogràfica | Evolució demogràfica | Evolució demogràfica | Evolució demogràfica | Evolució demogràfica | Evolució demogràfica | Evolució demogràfica | Evolució demogràfica |
| 1996                                           | 1998                 | 1999                 | 2000                 | 2001                 | 2002                 | 2003                 | 2004                 | 2005                 | 2006                 | 2007                 |
| ---------------------------------------------- | -------------------- | -------------------- | -------------------- | -------------------- | -------------------- | -------------------- | -------------------- | -------------------- | -------------------- | -------------------- |
| 295                                            | 291                  | 294                  | 289                  | 286                  | 295                  | 300                  | 337                  | 389                  | 413                  | 450                  |
| Fonts: Elo i Institut d'Estadística de Navarra |                      |                      |                      |                      |                      |                      |                      |                      |                      |                      |